# Myszoskoczki
Myszoskoczki, suwaki, gerbile (Gerbillinae) – podrodzina gryzoni z rodziny myszowatych (Muridae). Do Gerbillinae należą szczury pustynne i liczne gatunki myszoskoczek i myszoskoczków. Większość zwierząt z tej podrodziny charakteryzuje się licznymi przystosowaniami do życia w warunkach pustynnych.
Samo słowo gerbil (upowszechnione jako angielska nazwa myszoskoczka) pochodzi od anglojęzycznego zdrobnienia nazwy innej grupy gryzoni – jerboa (skoczkowate). Skoczkowate (Dipodidae) są rodziną gryzoni niespokrewnioną z myszoskoczkami, jednak żyją one w podobnych niszach ekologicznych.
Jeden z gatunków myszoskoczków, suwak mongolski (Meriones unguiculatus), stał się popularnym zwierzęciem domowym. Został rozpowszechniony w hodowli dzięki doktorowi Victorowi Schwentkerowi, który w 1954 roku jako pierwszy rozpoczął badania nad tym gatunkiem, sprowadzając go do Stanów Zjednoczonych.
Długość ciała typowego gryzonia należącego do myszoskoczków wynosi od 150 do 300 milimetrów, łącznie z ogonem, który stanowi około połowę długości całego ciała. Pieszczanka wielka (Rhombomys opimus), wywodząca się z Turkmenistanu, osiąga długość nawet ponad 400 milimetrów.
Do niedawna myszoskoczki (Gerbillinae), podobnie jak grzywaki (Lophiomyinae), zaliczane były do rodziny chomikowatych. Jednak badania genetyczne potwierdziły, że powinny one być zaliczane do rodziny myszowatych.

## Zasięg występowania
Podrodzina obejmuje około 110 gatunków niewielkich ssaków zamieszkujących zachodnią i południową Azję i północną Afrykę.

## Systematyka
Do podrodziny Gerbilinae należą następujące plemiona:
- Gerbillurini Pavlinov, 1982
- Ammodillini Pavlinov, 1981 – jedynym przedstawicielem jest Ammodillus O. Thomas, 1904 – piaskoskoczka, z jednym gatunkiem Ammodillus imbellis (de Winton, 1898) – piaskoskoczka somalijska
- Gerbillini J.E. Gray, 1825
- Desmodilliscini Pavlinov, 1982

Opisano również rodzaj wymarły o niepewnej pozycji systematycznej i nie klasyfikowany w żadnym z plemion:
- Ameuromys Mein & Pickford, 2010 – jedynym przedstawicielem był Ameuromys grandis Mein & Pickford, 2010
- Jebelus Kraatz, 2022 – jedynym przedstawicielem był Jebelus rex Kraatz, 2022